# Parametriocnemus boreoalpinus
Parametriocnemus boreoalpinus är en tvåvingeart som beskrevs av Gowin och August Friedrich Thienemann 1942. Parametriocnemus boreoalpinus ingår i släktet Parametriocnemus, och familjen fjädermyggor. Arten är reproducerande i Sverige.